# Phillip Lynch

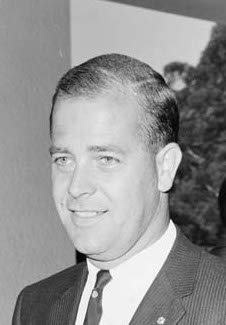
Phillip Lynch (1968)

Phillip Reginald Lynch, KCMG, PC (* 27. Juli 1933 in Carlton, Melbourne, Victoria; † 19. Juni 1984 in Frankston, Melbourne, Victoria) war ein australischer Politiker der Liberal Party of Australia (LP), der unter anderem zwischen 1966 und 1982 Mitglied des Repräsentantenhauses sowie mehrmals Minister war.

## Leben

### Berufliche Laufbahn, Abgeordneter und Minister
Phillip Reginald Lynch, als ältestes Kind Monteurs Reginald Thomas Lynch und dessen Ehefrau Dorothy Louise Reilly, wuchs in Kew auf und besuchte zunächst die Marist Brothers School, eine Schule der Maristen-Schulbrüder, in Hawthorn sowie das von den Jesuiten betriebene Xavier College in Melbourne. 1952 begann er mit finanzieller Unterstützung durch ein Teilstipendium ein grundständiges Studium an der Universität Melbourne, das er 1955 mit einem Bachelor of Arts (B.A.) beendete. Er engagierte sich in der Studentenvertretung, der National Union of Australian University Students und der nach John Henry Newman benannten Newman Society. Er setzte sich entschieden gegen die White Australia Policy ein, die zum Ziel hatte, die Einwanderung von Nicht-Weißen nach Australien zu verhindern. Er dachte darüber nach, der Australian Labor Party (ALP) beizutreten, fühlte sich aber von der Linken im Bundesstaat Victoria nicht vertreten. Die Liberal Party of Australia (LP) zog ihn wegen ihres sozialen Konservativismus an und weil sie zur natürlichen Heimat von Kleinunternehmen wurde, wenngleich er einer der wenigen katholischen Vertreter in einer weitgehend protestantischen Partei wurde. Bei den Bundeswahlen 1955 kandidierte er für die Liberale Partei erfolglos im Wahlkreis Scullin, einer sicheren Hochburg der Australian Labor Party (ALP). In den Jahren von 1956 bis 1958 war er Präsident der Young Liberal Movement of Australia im Bundesstaat Victoria. Zu dieser Zeit traf er den späteren Außenminister Andrew Peacock, mit dem er in Zukunft freundliche und weniger freundliche Rivalitäten teilen würde. In den Jahren zwischen 1956 und 1963 war er erstmals Mitglied des Exekutivrats der Liberalen Partei. Nachdem er fast ein Jahr lang als Lehrer an der Collingwood Technical School unterrichtet hatte, nahm er eine Tätigkeit als Unternehmensberater auf und wurde schließlich Geschäftsführer von Manpower Australia Pty Ltd. Er war Mitglied des „Institute of Directors in Australia“ und Mitglied der Australischen Instituts für Management (Australian Institute of Management). Er trat 1959 in die Junior Chamber of Commerce ein und war 1962 erst Vizepräsident und 1963 Präsident der Junior Chamber of Commerce in Melbourne sowie 1966 Präsident der Junior Chamber of Commerce von Australien. Während dieser Zeit erwarb er zudem 1964 ein Diploma in Education.
Seine politische Laufbahn begann Lynch, als er am 26. November 1966 im Wahlkreis Flinders erstmals zum Mitglied des Repräsentantenhauses gewählt wurde, nachdem er zuvor die parteiinterne Vorwahl gegen mehrere namhafte Kandidaten gewonnen hatte. Am 28. Februar 1968 wurde er von Premierminister John Gorton als Armeeminister (Minister for the Army) in dessen Regierung Gorton II berufen und bekleidete dieses Ministeramt bis zum 12. November 1969. In der Folgezeit kam es während des Vietnamkrieges zu einer Kontroverse, nachdem er zunächst den Verstoß gegen die Genfer Konventionen beim Verhör einer mutmaßlichen Angehörigen des Vietcong leugnete und später herunterspielte. Nachdem sich der Verstoß jedoch als Waterboarding herausstellte, bot er seinen Rücktritt als Armeeminister ab, der allerdings von Premierminister Gorton abgelehnt wurde. Gleichwohl wechselte er in der Regierung Gorton III das Ressort und fungierte zwischen dem 12. November 1969 und dem 10. März 1971 als Minister für Einwanderung (Minister for Immigration) sowie zugleich als Assistierender Minister im Schatzministerium (Minister assisting the Treasurer). In der im Anschluss am 12. März 1971 gebildeten Regierung McMahon blieb er zunächst Minister für Einwanderung sowie zugleich als Assistierender Minister im Schatzministerium, übernahm aber am 22. März 1971 das Amt als Minister für Arbeit und Wehrpflicht (Minister for Labour and National Service), nachdem der bisherige Amtsinhaber Billy Snedden neuer Schatzminister wurde. Er bekleidete diesen Posten bis zum 5. Dezember 1972, nachdem die Koalition aus Liberal Party und Country Party zuvor bei den Wahlen vom 2. Dezember 1972 eine Niederlage gegen die Australian Labor Party (ALP) erlitten hatte.

### Stellvertretender Parteivorsitzender und Opposition

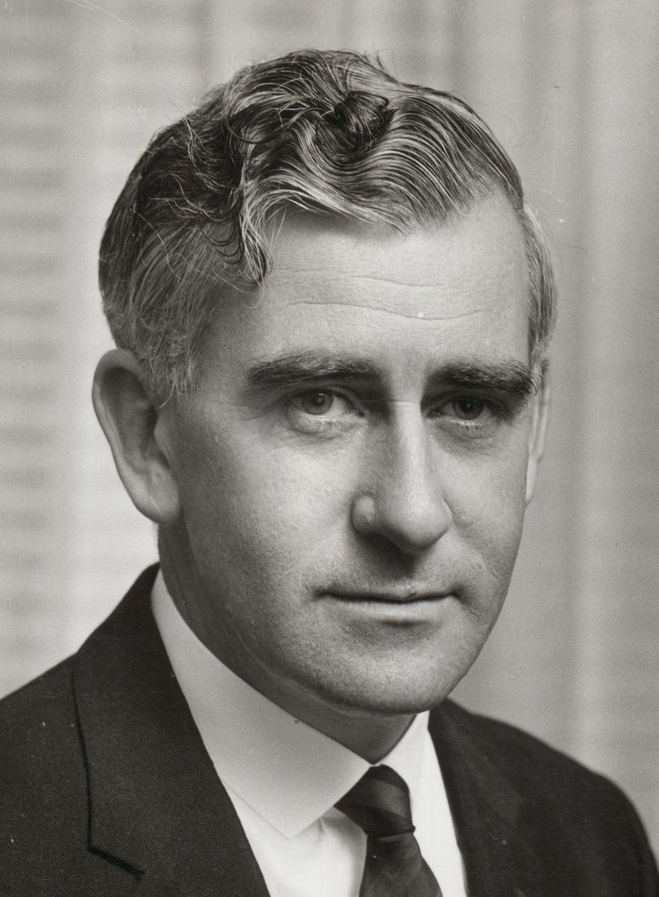
Billy Snedden, Vorsitzender der Liberal Party und Oppositionsführer von 1972 bis 1975

Nach dieser Wahlniederlage wurde Phillip Lynch neuer stellvertretender Vorsitzender der Liberal Party und auch hier Nachfolger von Billy Snedden, der wiederum als Nachfolger des bisherigen Premierministers William McMahon zum neuen Vorsitzenden der Liberalen Partei gewählt worden war. Die Ämter des stellvertretenden Vorsitzenden sowie abermals als Mitglied des Exekutivrats der Liberal Party bekleidete er zehn Jahre lang bis April 1982, woraufhin John Howard seine Nachfolge antrat. Er unterstützte Snedden auch Ende 1974 als Tony Staley und andere Politiker die Führung Sneddens in Frage stellten. Im März 1975 versagte er jedoch Snedden die Loyalität und unterstützte Malcolm Fraser, der neuer Vorsitzender der Liberal Party und damit auch Oppositionsführer wurde. In dessen Schattenkabinett fungierte er als Schatten-Schatzminister war Lynch und war ein Verfechter des Freien Marktes, der sich gegen staatliche Regulierungsvorschriften, Kopfgelder, Subventionen, Zölle, staatliche Marketingbehörden und hohe persönliche Steuern aussprach. In den Jahren 1972 bis 1974 war er maßgeblich an der Überarbeitung des Grundsatzprogramms der Liberal Party beteiligt, der ersten größeren Neuausrichtung der Partei seit Ende der 1940er Jahre. Er trug dazu bei, eine kohärente alternative Wirtschaftspolitik zu entwickeln, obwohl innerhalb der Liberalen Partei weiterhin Kämpfe zwischen den unterschiedlichen Parteiflügeln stattfanden.
1975 war Lynchs Büro maßgeblich für die Aufdeckung der sogenannten Darlehensaffäre (Loan Affair) verantwortlich, die geheime Verhandlungen der Minister der Labour-Regierung von Gough Whitlam beinhaltete, die versuchten, hohe Auslandskredite aus unkonventionellen Quellen aufzunehmen. Anhand lokaler und internationaler Informationen gaben er und andere Oppositionelle an, dass der Einsatz von Vermittlern wie dem Pakistani Tirath Khemlani illegal und wirtschaftlich schädlich sei und finanzielle Inkompetenz aufwies. Obwohl er sich mit seiner Rolle als „Angriffshund“ („Attack Dog“) nicht wohl fühlte und lieber über Politik diskutierte, trug er somit zur Destabilisierung der Regierung Whitlam III. Der Skandal führte zum Sturz des stellvertretenden Premierministers und Schatzministers Jim Cairns sowie des Ministers für Bergbau und Energie Rex Connor. Der Generalgouverneur, Sir John Robert Kerr, entließ schließlich die dritte Regierung Whitlam am 11. November 1975, was zu einer Verfassungskrise führte, und setzte für den 13. Dezember 1975 Neuwahlen an.

### Rückkehr der Liberal Party in die Regierung

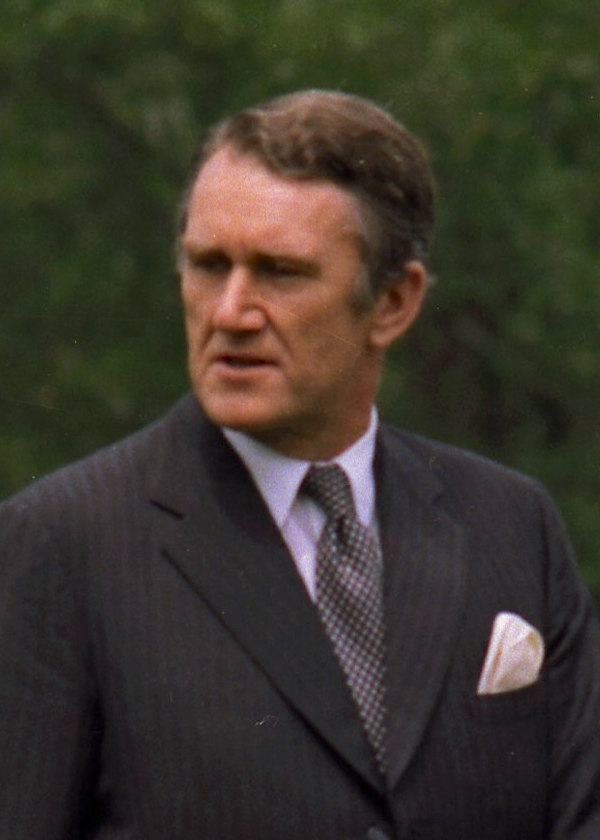
In den Regierungen von Premierminister Malcolm Fraser bekleidete Lynch von 1975 bis 1982 mehrere wichtige Ministerämter, war aber zugleich dessen parteiinterner Gegner in wirtschaftspolitischen Fragen

Daraufhin kam es am 11. November 1975 zur Bildung der aus Liberal Party und National Country Party (NCP) bestehenden Koalitions-Regierung Fraser I, in der Lynch das Amt als Schatzminister (Treasurer) übernahm. Bei der Parlamentswahl am 13. Dezember 1975 erlitt die Labor Party eine klare Niederlage. Die Liberal Party erhielt 68 der 127 Sitze, die NCP 22 und Labor 36. im Senat stellten Labor und die LP je 27 der 60 Senatoren, die NCP errang 7 Mandate. In der anschließend gebildeten Regierung Fraser II fungierte er zwischen dem 22. Dezember 1976 und dem 19. November 1977 weiterhin als Schatzminister. In dieser Funktion begann er mit dem Abbau der Staatsverschuldung und der Auswirkungen der Regulierung durch die Bundesregierung auf das Wirtschaftsleben. Premierminister Fraser und führende Minister der National Country Party zeigten sich weniger begeistert, was Konflikte innerhalb der Regierung auslöste. 1976 teilte Fraser das bisherige Schatzministerium in die beiden selbstständigen Ministerien für Schatz und Finanzen auf, wobei Lynch die Verantwortung für beide übernahm und zudem vom 7. Dezember 1976 bis 19. November 1977 das Amt als Finanzminister (Minister for Finance) innehatte. Am 17. Januar 1977 wurde er ferner zum Mitglied des britischen Geheimen Kronrates (Privy Council)
Im Oktober 1977 wurde seine Maßnahmen zur Reduzierung der Staatsausgaben unterbrochen, als die Opposition einen erbitterten Angriff gegen ihn wegen eines angeblichen Interessenkonflikts aufgrund seiner Beteiligung an einem 1973 in seinem Wahlkreis durchgeführten Landentwicklungsprojekt für die Stumpy Gully Road in Balnarring auf der Mornington-Halbinsel begann. Zwei der damaligen Partner waren in einer Untersuchung zu anderen Landentwicklungen kritisiert worden, und Lynch wurde vorgeworfen, von Spekulationen in Bezug auf den Stumpy Gully-Deal profitiert zu haben. Zu einer weiteren Kontroverse kam es bereits zuvor, als er im Juli 1977 eine Wohneinheit im Golden Gate Building in Surfers Paradise in Queensland gekauft hatte. Am 19. November 1977, kurz nachdem er eine vorgezogene Wahl für Dezember anberaumt hatte, zwang ihn Premierminister Fraser, als Minister für Schatz und Finanzen zurückzutreten, und setzte John Howard als amtierenden Schatzminister ein. Während dieser Zeit befand sich Lynch zur Behandlung von Nierensteinen im Krankenhaus.
Bei der vorgezogenen Parlamentswahl am 10. Dezember 1977 konnte die Labor Party auf Kosten der Regierungsparteien leichte Gewinne erzielen, aber die Regierung behielt ihre absolute Mehrheit in beiden Parlamentskammern. Nach der Wahl und der Bildung der Regierung Fraser III am 20. Dezember 1977 blieb Howard Schatzminister, während Eric Robinson neuer Finanzminister wurde. Lynch wiederum übernahm nunmehr den Posten als Minister für Industrie und Handel (Minister for Industry and Commerce). Obwohl eine rechtliche und finanzielle Prüfung ihn von jeglichem Fehlverhalten befreite, blieb die Beziehung zwischen Fraser und ihm angespannt. Zugleich blieb er auch weiterhin Stellvertretender Vorsitzender der Liberalen Partei. In seiner Funktion als Minister für Industrie und Handel gehörten Wirtschaftsmanager wie Arvi Parbo und Peter Derham zu seinen Beratern. Bei den Wahlen zum stellvertretenden Vorsitzenden der Liberal Party konnte er sich 1977 gegen James Killen sowie 1980 gegen Andrew Peacock durchsetzen und verblieb in dieser Funktion bis April 1982. Das Amt als Minister für Industrie und Handel übernahm er am 3. November 1980 auch in der Regierung Fraser IV und verblieb in diesem bis zum 11. Oktober 1982, woraufhin Andrew Peacock seine Nachfolge antrat.  Am 31. Dezember 1980 wurde er aufgrund seiner langjährigen Verdienste zum Knight Commander des Order of St Michael and St George (KCMG) geschlagen und führte seither den Namenszusatz „Sir“.
Im Oktober 1982 verschlechterte sich Lynchs Gesundheitszustand. Er verzichtete am 22. Oktober 1982 auf sein Mandat im Repräsentantenhaus und gründete eine Unternehmensberatung in Melbourne, in der Henry Kissinger zu seinen Klienten gehörte. Er war ferner Vorstandsmitglied mehrerer Unternehmen wie Bonds Coates Patons Ltd und NEC Australia Pty Ltd sowie Mitglied des Verwaltungsrates der Reserve Bank of Australia. Aus seiner am 8. Februar 1958 in der Church of the Infant Jesus in Koroit mit der Ergotherapeutin Leah Brigid O’Toole geschlossenen Ehe gingen drei Söhne hervor. Er verstarb am 19. Juni 1984 in Frankston an den Folgen einer Krebserkrankung und wurde auf dem Friedhof von Frankston beigesetzt.